# تپه زوردزار
تپه زوردزار مربوط به سده‌های میانه دوران‌های تاریخی پس از اسلام است و در شهرستان الیگودرز، بخش بشارت، دهستان پیشکوه ذلقی، ۷۰۰ متری جنوب شرقی روستای باغ لطفیان واقع شده و این اثر در تاریخ ۱۸ اسفند ۱۳۸۷ با شمارهٔ ثبت ۲۵۲۵۹ به‌عنوان یکی از آثار ملی ایران به ثبت رسیده است.